# Casa consistorial de Zaragoza
La casa consistorial de Zaragoza es el edificio sede del Ayuntamiento de Zaragoza, España.

## Historia y características
El proyecto data de 1941. La primera piedra se colocó en 1946. El edificio fue obra de Alberto Acha, Mariano Nasarre y Ricardo Magdalena Gayán. En septiembre de 1961 se contrató para la decoración del edificio a Joaquín Herrero Pascual. El edificio fue finalmente inaugurado el 6 de septiembre de 1965. En el edificio se trató de conjugar la monumentalidad exigida al proyecto con el estilo renacentista y la tradición mudéjar. Conserva en su interior las Techumbres de la antigua casa de Gaspar de Ariño.

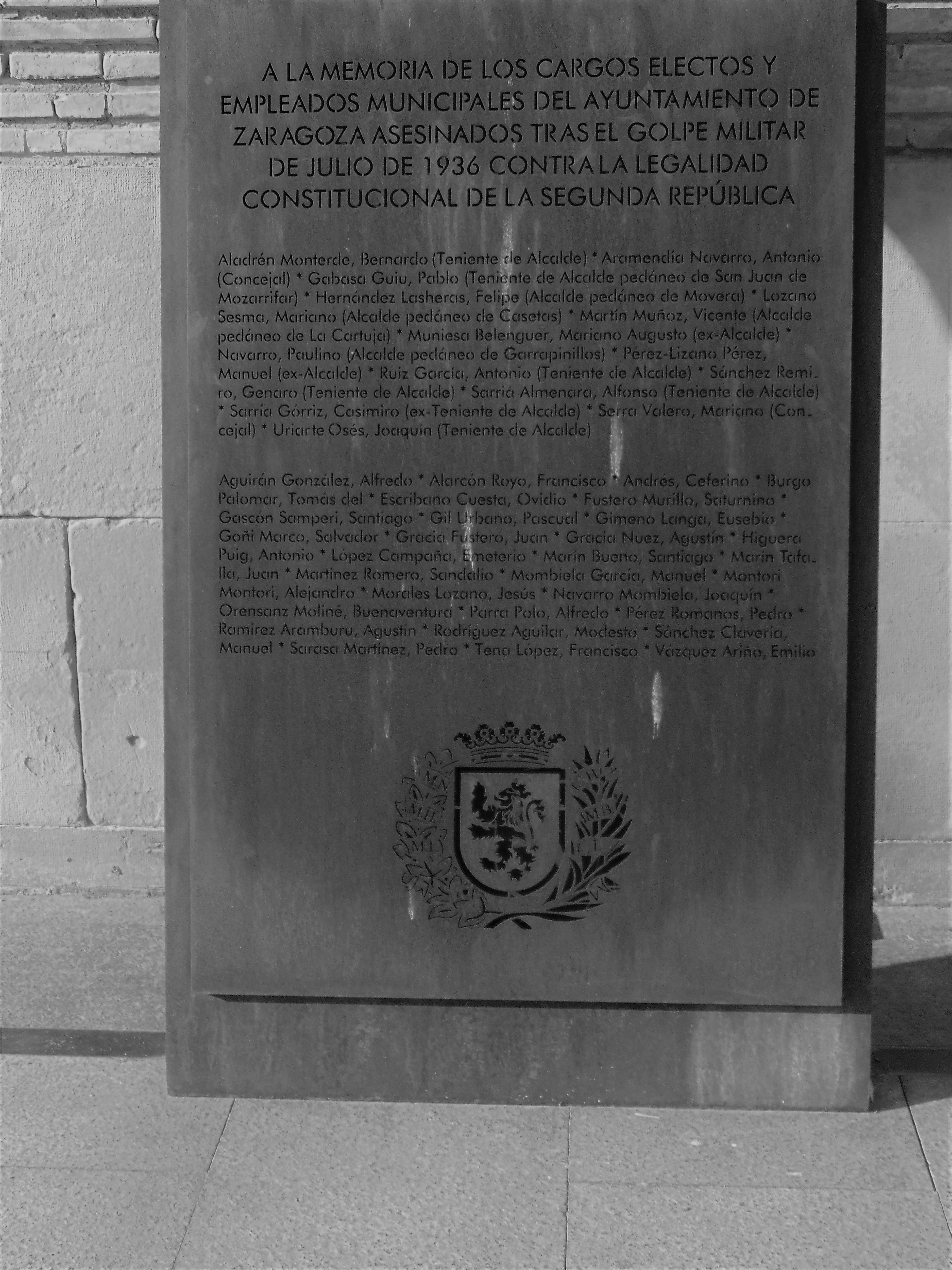